# Б-603 «Волхов»
Б-603 «Волхов» — российская дизель-электрическая подводная лодка проекта 636.3 «Варшавянка» входящая в состав 19-й бригады подводных лодок Приморской флотилии разнородных сил Тихоокеанского флота ВМФ России. Восьмой корабль проекта 636.3 «Варшавянка». Заложена на «Адмиралтейских верфях» 28 июля 2017 года, спущена на воду 26 декабря 2019 года и вышла на заводские ходовые испытания 18 июня 2020 года. 24 октября 2020 года вошла в состав Тихоокеанского флота ВМФ России.
В августе—ноябре 2021 года в составе отряда кораблей (корвет «Гремящий», подводная лодка Б-274 «Петропавловск-Камчатский») совершил трехмесячный межфлотский переход из Балтийска во Владивосток. Корабли шли южным путём, через Средиземное море и Суэцкий канал, преодолев Атлантический, Индийский и Тихий океаны, в общей сложности пройдя за 107 суток более 16 000 морских миль. В пути корабль принял участие в учениях с отрядом кораблей Северного флота, успешно выдержал несколько штормов. В декабре 2021 года приступил к несению боевой службы в составе ТОФ.

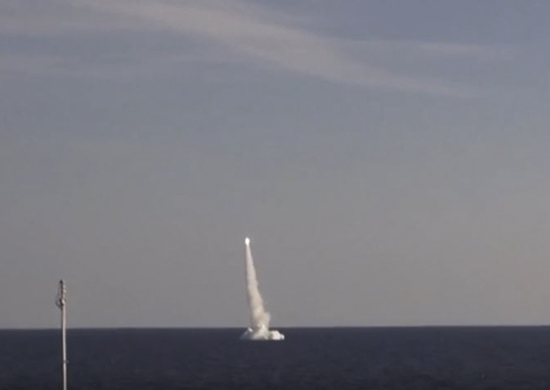
Пуск ракеты «Калибр» с подводной лодки «Волхов»